# Saxeten
Saxeten es una comuna suiza del cantón de Berna, situada en el distrito administrativo de Interlaken-Oberhasli. Limita al norte con la comuna de Därligen, al noreste con Wilderswil, al sureste con Lauterbrunnen, al suroeste con Aeschi bei Spiez, y al oeste con Leissigen.
Hasta el 31 de diciembre de 2009 situada en el distrito de Interlaken.

## Transporte
- Autobús postal desde Interlaken.
- Autopista A8 Salida ?